# レオニダス・ピルゴス
レオニダス・ピルゴス（ギリシア語: Λεωνίδας Πύργος、1871年 - 没年不詳）は、ギリシャのフェンシング選手。アルカディアのマンティネイア出身。

## 経歴
1896年アテネオリンピックで、フルーレマスターズに出場。選手が2人しかいなかったためいきなり決勝となった試合で、フランスのジョアンニ・ペロネを3-1で破り、ギリシャ初の金メダルをもたらした。試合後は肩車に担がれ、アテネ市街を凱旋した。